# Ophrys arachnitiformis
Ophrys arachnitiformis is een Europese orchidee. Het is een van de vroegste bloeiers onder de orchideeën die soms al vanaf half februari bloeit.
De soort komt van nature voor in het Zuid-Franse Middellandse Zeegebied en aangrenzende landstreken in Spanje en Italië.

## Naamgeving enetymologie
- Synoniem: Ophrys exaltata subsp. arachnitiformis (Gren. & Philippe) Del Prette (1984), O. sphegodes subsp. integra (Moggr. & Rchb.f.) Baumann & Künkele (1986)
- Frans: Ophrys en forme d'araignée

De botanische naam Ophrys stamt uit het Oudgrieks ὀφρῦς, ophrus, en betekent ‘wenkbrauw’, wat zou moeten slaan op de behaarde lip. De soortaanduiding arachnitiformis is afkomstig van Oudgrieks ἀράχνη, arachnē en Latijn forma, in de vorm van een spin.

## Kenmerken

### Habitus
Ophrys arachnitiformis is een overblijvende, niet-winterharde plant, tot 40 cm hoog, slank gebouwd, met vier tot acht middelgrote, helder gekleurde bloemen in een ijle aar.

### Bloemen
De bloemen zijn tot 21 mm groot, met wijd openstaande, witte tot lichtroze lancetvormige kelkbladen met groene nerven, de zijdelingse naar achter gebogen. De bovenste kroonbladen zijn iets donkerder van kleur, met een gele, oranje of rode rand, langwerpig van vorm met een afgeknotte top en gegolfde randen.
De lip is tot 13 mm lang, ongedeeld of met zeer kleine zijlobben, licht convex, ovaal, roodbruin tot donkerbruin gekleurd, met lichtere, fluweelachtig behaarde randen en groenachtige zijkanten. Het speculum is zeer variabel, H-vormig of verbrokkeld, blauw of roodachtig gekleurd, soms met een lichtere rand. Het basaal veld is eveneens donkerbruin gekleurd. Er is een zeer klein afhangend aanhangseltje. Het gynostemium draagt een korte of langere bek met een spitse punt.
De bloeitijd is van midden februari tot begin april.

## Voortplanting
Ophrys arachnitiformis wordt bestoven door zandbijen van het geslacht Andrena en door de grote zijdebij (Colletes cunicularius).
Voor details van de voortplanting, zie spiegelorchis.

## Habitat
Ophrys arachnitiformis geeft de voorkeur aan kalkrijke, vochtige tot droge bodems op zonnige of halfbeschaduwde plaatsen, zoals kalkgraslanden, garrigues, lichte naaldbossen en verlaten terrassen. In middelgebergtes komt de soort voor tot op hoogtes van 800 m.

## Verspreiding en voorkomen
Het verspreidingsgebied van Ophrys arachnitiformis is beperkt tot Catalonië (Spanje), Frankrijk en de Ligurische kust in Italië.
In Frankrijk is ze weinig algemeen, maar lokaal frequent voorkomend langs de volledige Middellandse Zeekust van de regio Aquitanië en Provence-Alpes-Côte d'Azur. Niet in Corsica.

## Verwantschap en gelijkende soorten
Ophrys arachnitiformis wordt binnen het geslacht Ophrys in de sectie Araniferae geplaatst samen met enkele zeer gelijkende soorten, zoals de spinnenorchis (O. sphegodes), O. passionis en O. provincialis. In het verspreidingsgebied van O. arachnitiformis komen daarbuiten ook nog de vroege spinnenorchis (O. araneola), O. incubacea en O. occidentalis voor.
Ze kan van deze soorten onderscheiden worden door de zeer vroege bloeitijd en door de witte tot roze kelk- en kroonbladen en de ovale, ongedeelde bloemlip.

## Bedreiging en bescherming
Ophrys arachnitiformis is in Frankrijk beschermd in de regio Aquitanië.
De soort heeft erg te lijden onder de urbanisatie en de verbossing van zijn biotopen.